# Catedral de San Giorgio (Ragusa)
O Duomo de San Giorgio (ou seja, "Cúpula de São Jorge") é uma igreja barroca localizada em Ragusa Ibla, Sicília, Itália, um dos monumentos mais importantes da cidade.
A sua construção iniciou-se em 1738 e terminou em 1775.É o principal local de culto católico em Ragusa.
A catedral aparece nos créditos de abertura da série de TV italiana Inspetor Montalbano e também aparece em alguns episódios, assim como a catedral de Modica, de nome semelhante.